# Józef Gotti
Józef Gotti (ur. 26 marca 1781 w Warszawie, zm. 9 stycznia 1846 w Baworowej na Dolnym Śląsku) – kupiec warszawski.

## Życiorys
Urodził się w Warszawie jako syn kupca Felicjana Gotti i Gertrudy Makarowicz. W wieku 16 lat wyjechał zdobyć wykształcenie. Kształcił się w firmach kupieckich w Elblągu i Gdańsku. Ożeniony z Marią Elżbietą Reyer z Sopotu.
Jego córka, Maria Elżbieta (1814-1862) wyszła za mąż za Adolfa von Bissing, osiedli w pałacu Beerberg, gdzie Józef zmarł. Pochowany został w Kościelnikach - miejscowości sąsiedniej do Baworowa.

## Działalność
- Posiadał w Warszawie sklep z winem i alkoholami.
- W 1820 jeden z założycieli Resursy Kupieckiej.
- W latach 1820–1829 sędzia Trybunału Handlowego w Warszawie.
- W latach 1808–1833 razem ze szwagrem (mężem siostry swojej żony Joanny Reyer) Filipem Adolfem Baumannem  prowadził Fabrykę Kart Krajową "Gotti i Baumann". 
  - 26 marca 1816 Filip Adolf Baumann i Józef Gotti podpisują z księdzem Kajetanem Kamieńskim Rektorem Konwiktu Wielkiego Pijarskiego na Żoliborzu umowę o wynajem budynku pod fabrykę kart na 12 lat (do 30 września 1828). AP Warszawa, notariusz Bandtkie nr 2316 (Józef Gotti mieszka w swoim domu przy Krakowskim Przedmieściu, Filip Baumann przy Faworach 1992 ; wynajmowany budynek to cała lewa oficyna czyli lewe skrzydło byłego młyna żoliborskiego a teraz budynku biblioteki konwiktu).
  - Dnia 27 września 1828 Filip Adolf Baumann i Józef Gotti podpisują z księdzem Jakubem Ciastowskim Rektorem Konwiktu Wielkiego Pijarskiego na Żoliborzu umowę o wynajem budynku pod fabrykę kart na 12 lat (do 30 września 1840). AP Warszawa, notariusz Bandtkie nr 5660 (Józef Gotti mieszka w swoim domu przy Krakowskim Przedmieściu i jest sędzią trybunału kupieckiego, Filip Baumann przy Gwardii 1970).
  - W Muzeum Narodowym w Krakowie można podziwiać zachowaną talię kart z fabryki Kart Krajowej "Gotti i Baumann" Talia kart
- 1821 objął skład wina w pałacu Hrabiego Chodkiewicza przy Miodowej 484.
- 1826 według "Warszawa roku 1826 – lista osób wg Przewodnika Warszawskiego" Józef Gotti - hurtownik.
- 1829 według "Przewodnika Warszawskiego" sędzia Trybunału Handlowego Województwa Mazowieckiego.
- 1829 Również według "Przewodnika Warszawskiego" - Właściciel Fabryki Wina Szampańskiego.
- W roku 1833  spółka Gotti Baumann została rozwiązana - jedynym właścicielem zostaje Baumann.
- Właściciel kamienicy nr hip 439 - Krakowskie Przedmieście 59.